# ان‌جی‌سی ۷۴۴۸
ان‌جی‌سی ۷۴۴۸ (انگلیسی: NGC 7448) یک کهکشان مارپیچی است که در صورت فلکی اسب بزرگ واقع شده است. این کهکشان در فاصله حدود ۸۰ میلیون سال نوری از زمین قرار دارد، که با توجه به ابعاد ظاهری آن، به این معنی است که NGC 7448 حدود ۶۰۰۰۰ سال نوری وسعت دارد. این کهکشان در ۱۶ اکتبر ۱۷۸۴ توسط ویلیام هرشل کشف شد.